# Bagroides hirsutus
Bagroides hirsutus är en fiskart som först beskrevs av Herre, 1934.  Bagroides hirsutus ingår i släktet Bagroides och familjen Bagridae. Inga underarter finns listade.